# 大江山村
大江山村（おおえやまむら）は、かつて新潟県中蒲原郡にあった村。1957年5月3日の新潟市への編入合併によって消滅し、現在は旧村域の大部分が新潟市江南区、北部の一部が東区、阿賀野川右岸側の飛地が北区となっている。
以下の記述は合併直前当時の旧大江山村に関しての記述であり、現在では名称等が異なる場合がある。なお、ここに記述されていない内容に関しては新潟市などの記事を参照。

## 概要
1901年に合併した際、「大淵」「江口」「山通」「山岡」の4村の頭を取って「大江山」とした。1957年に新潟市へ編入され、合併後は石山地区の管轄下となった。2007年4月1日、同市の政令市移行に伴い、大江山地区は江南区の区域となった。

## 歴史
- 1877年（明治10年）3月15日 - 合併により茗荷谷新田と西山新田が発足する。

| 茗荷谷新田 | 茗荷谷新田、江崎新田 |
| 西山新田   | 西山新田、金鉢山新田 |

- 1879年（明治12年） - 佐々山村が笹山村に改称する。
- 1889年（明治22年）4月1日 - 町村制施行にともなう合併により、山岡村、山通村、大淵村が発足。

| 山岡村 | 笹山村、蔵岡村、松山村、直り山村、細山村 |
| 山通村 | 北山新田、丸山新田、茗荷谷新田、西山新田 |
| 大淵村 | 大淵村、西野新田                         |

※江口村は合併せず独立
- 1901年（明治34年）11月1日 - 山岡村、山通村、大淵村、江口村が合併し大江山村となる。
- 1957年（昭和32年）5月3日 - 新潟市へ編入（大江山村消滅）。

## 地名について
1889年に町村制が施行される前の村名・新田名は、現在も地名として残存している（ただし「新田」は省かれている）。
また山通の中央部にある丸山ノ内善之丞組（まるやまのうちぜんのじょうぐみ）は、13市町村編入合併（2005年3月21日）前の旧市域では最も長い地名であった。

## 教育

### 小学校
- 大江山村立丸山小学校（現・新潟市立丸山小学校）
- 大江山村立大淵小学校（現・新潟市立大淵小学校）

### 中学校
- 大江山村立大江山中学校（現・新潟市立大江山中学校）